# Gotland (travhäst)
Gotland, född 2016, är en fransk varmblodig travhäst som tränas av Philippe Allaire och körs av Éric Raffin.
Gotland började tävla i september 2018 och inledde med sex raka segrar. Han sprang under sin karriär in 557 700 euro på 28 starter, varav 12 segrar, 3 andraplatser och 2 tredjeplatser. Karriärens största segrar kom i Prix Kalmia (2019) och Prix Abel Bassigny (2019).
Gotland segrade även i lopp som Prix Louis Cauchois (2018), Prix Timoko (2018), Prix Emmanuel Margouty (2018), Prix Maurice de Gheest (2019), Prix Paul Karle (2019), Prix Henri Cravoisier (2019) och Prix de Geneve (2020). Han kom även på andraplats i Prix Victor Régis (2019), Prix Piérre Plazen (2019) samt på tredjeplats i Prix Jacques de Vaulogé (2019), Critérium des 4 ans (2020).
Gotland vann ett av uttagningsloppen till Grand Prix l'UET 2020 på Vincennesbanan i Paris, i finalen av Grand Prix l'UET kom han dock på sjundeplats.

## Statistik
| Statistik för Gotland (Ref.) | Statistik för Gotland (Ref.) | Statistik för Gotland (Ref.) | Statistik för Gotland (Ref.) | Statistik för Gotland (Ref.) | Statistik för Gotland (Ref.) |
| ---------------------------- | ---------------------------- | ---------------------------- | ---------------------------- | ---------------------------- | ---------------------------- |
| Starter                      | Placeringar                  | Startprissumma               | Segerprocent                 | Platsprocent                 | Rekord                       |
| 28                           | 12-3-2                       | 557 700 euro                 | 43 %                         | 61 %                         | 1.11,3ak,                    |

### Större segrar
| År   | Lopp                   | Kusk        | Vinstbelopp | Grupp   |
| ---- | ---------------------- | ----------- | ----------- | ------- |
| 2018 | Prix Louis Cauchois    | Éric Raffin | 24 300 EUR  | Grupp 3 |
| 2018 | Prix Timoko            | Éric Raffin | 27 000 EUR  | Grupp 3 |
| 2018 | Prix Emmanuel Margouty | Éric Raffin | 54 000 EUR  | Grupp 2 |
| 2019 | Prix Maurice de Gheest | Éric Raffin | 45 000 EUR  | Grupp 2 |
| 2019 | Prix Paul Karle        | Éric Raffin | 45 000 EUR  | Grupp 2 |
| 2019 | Prix Kalmia            | Éric Raffin | 45 000 EUR  | Grupp 2 |
| 2019 | Prix Henri Cravoisier  | Éric Raffin | 31 500 EUR  | Grupp 3 |
| 2019 | Prix Abel Bassigny     | Éric Raffin | 45 000 EUR  | Grupp 2 |
| 2020 | Prix de Geneve         | Éric Raffin | 31 500 EUR  | Grupp 3 |